# Піренеї (Місяць)

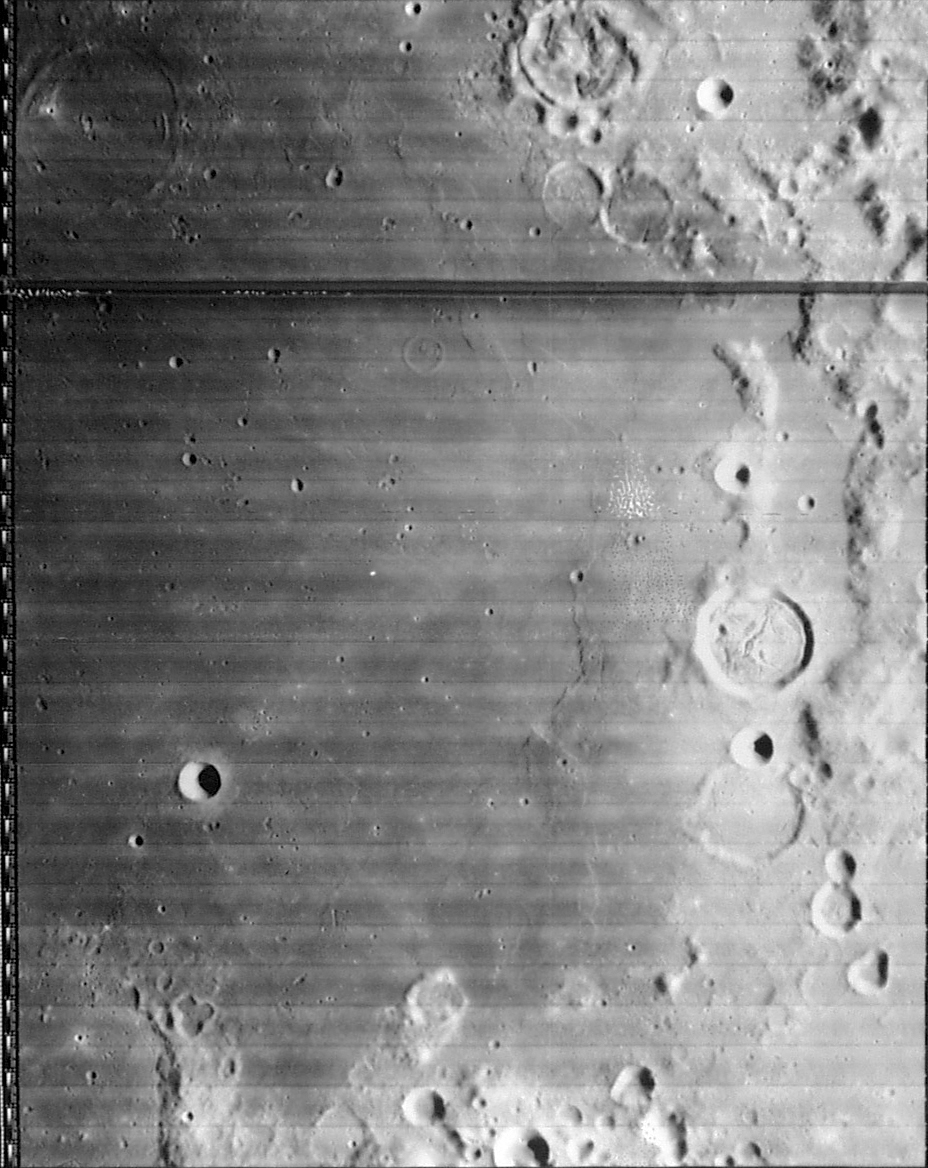

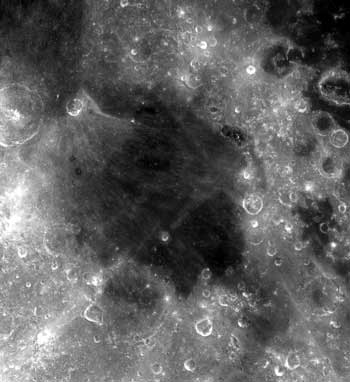
Гори Піренеї на східному кордоні Моря Нектару

Піренеї (лат. Montes Pyrenaeus) — гірський хребет на видимому боці Місяця. Тягнеться в меридіональному напрямку вздовж східної околиці Моря Нектару. Довжина — близько 170 км, максимальна висота над рівнем цього моря — близько 3 км, з піком близько 4,2 км на захід від кратера Магеллан (12°25′ пд. ш. 41°35′ сх. д. / 12.42° пд. ш. 41.59° сх. д.). Також на сході від гір розташовані кратери Колумб (з крупним сателітним кратером А), Гутенберг, Гокленій, а далі — Море Достатку. На заході від гір розташовуються кратери Годібер и Боненбергер. Гори лежать у районі, обмеженому координатами 11,9° — 17,3° пд.ш., 40,7° — 41,1° с.д. і порізані вузькими долинами.
Відповідно до традиції іменування місячних гір за назвою земних, використано назву Піренеїв  — гірської системи у Франції, Іспанії та Андоррі.